# Gamjajeon
El gamjajeon es una variedad de jeon (tortita al estilo coreano) que se elabora friendo en cualquier tipo de aceite vegetal patatas ralladas finamente hasta dorarlas. Ha sido una especialidad local de la provincia coreana de Gangwon, y se prepara solo con patata, sal y aceite. Según el sabor, la patata rallada puede complementarse con más patata en juliana, zanahoria, cebolla o cebolleta y champiñones laminados o cebollinos, que añaden color y textura crujiente al plato. El gamjajeon puede acompañarse con pimientos chile rojos y verdes frescos en tiras. Se sirve con una salsa para mojar llamada choganjang (초간장), hecha con salsa de soja y vinagre.